# Karayusuflu, Meriç
Karayusuflu là một xã thuộc huyện Meriç, tỉnh Edirne, Thổ Nhĩ Kỳ. Dân số thời điểm năm 2011 là 360 người.